# ابراهیم بیگ اصلان بیگوف

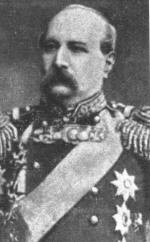
ابراهیم بیگ اصلان بیگوف

ابراهیم بیگ اصلان بیگوف (روسی: Аврамий Богданович Асланбегов), (ترکی آذربایجانی: İbrahim bəy Aslanbəyov) (زاده ۱۸۲۲، باکو – ۷ دسامبر ۱۹۰۰، سن پترزبورگ) نظامی و دریاسالار امپراطوری روسیه با اصالت آذربایجانی بود. وی بعدها به مسیحیت گروید.